# Тирнава (Врачанська область)
Тирна́ва (болг. Търнава) — село у Врачанській області Болгарії. Входить до складу общини Бяла Слатина.

## Населення
За даними перепису населення 2011 року у селі проживали 2366 осіб.
Національний склад населення села:
| Національність   | Кількість осіб | Відсоток |
| ---------------- | -------------- | -------- |
| болгари          | 1780           | 82,2%    |
| цигани           | 354            | 16,4%    |
| не визначились   | 27             | 1,2%     |
| Всього відповіли | 2165           |          |

Розподіл населення за віком у 2011 році:
Динаміка населення: